# Amerimnon tabascanum
Amerimnon tabascanum là một loài thực vật có hoa trong họ Đậu. Loài này được (Pittier) Standl. mô tả khoa học đầu tiên năm 1926.